# تيم بيثيون
تيم بيثيون هو منافس ألعاب قوى كندي، ولد في 22 يناير 1962.

## وصلات خارجية
- تيم بيثيون على موقع الاتحاد الدولي لألعاب القوى (الإنجليزية)
- تيم بيثيون على موقع الاتحاد الكندي لألعاب القوى (الإنجليزية)
- تيم بيثيون على موقع اللجنة الأولمبية الدولية (الإنجليزية)
- تيم بيثيون على موقع أوليمبيديا (الإنجليزية)
- تيم بيثيون على موقع اللجنة الأولمبية الكندية (الإنجليزية)
- تيم بيثيون على موقع اتحاد ألعاب الكومنولث (مؤرشف) (الإنجليزية)